# Poslanecký klub TOP 09
Poslanecký klub TOP 09 pro 9. volební období Poslanecké sněmovny PČR vznikl 12. října 2021. V současnosti ho tvoří 14 poslanců (dvojnásobek oproti předchozímu volebnímu období), z toho 3 jsou ženy. Předsedou klubu byl na ustavující schůzi klubu zvolen bývalý místopředseda strany Jan Jakob, místopředsedy klubu se stali Helena Langšádlová a Michal Kučera.

## Historie klubu
Strana TOP 09 už měla v předchozích dvou volebních obdobích poslanecký klub společný s hnutím STAN známý pod názvem Poslanecký klub TOP 09 a Starostové. Na konci šestého volebního období tento klub čítal 43 členů, v tom sedmém potom 28 členů. Ve funkcích předsedy klubu se postupně vystřídali Petr Gazdík, Miroslav Kalousek, František Laudát a Michal Kučera. Do parlamentních voleb v roce 2017 už ale obě strany kandidovaly samostatně a i když obě uspěly a získaly dohromady 13 mandátů, rozhodly se tentokrát společný poslanecký klub nevytvořit. V osmém volebním období tak existovaly dva oddělené kluby: Poslanecký klub TOP 09 (7 členů) a Poslanecký klub STAN (6 členů). Předsedou klubu byl jednomyslně zvolen Miroslav Kalousek, který už v minulosti kromě této funkce zastával také pozici předsedy strany. Místopředsedy klubu se stala pozdější předsedkyně strany Markéta Pekarová Adamová a děkan PřF Jihočeské univerzity František Vácha. V lednu 2021 na poslanecký mandát rezignoval předseda klubu Miroslav Kalousek, v Poslanecké sněmovně ho nahradil místopředseda strany Jan Jakob. V souvislosti s tímto krokem bylo i převoleno vedení klubu. Předsedou klubu se stal místopředseda strany Vlastimil Válek. Markétu Pekarovou Adamovou v místopředsednické funkci nahradil Dominik Feri. Ve volbách do Poslanecké sněmovny 2021 kandidovala TOP 09 společně s ODS a KDU-ČSL v koalici SPOLU. Formace získala celkem 71 mandátů, z toho 14 připadlo TOP 09. Předsedou klubu byl následně zvolen Jan Jakob.

## Složení poslaneckého klubu po volbách 2021

### Vedení klubu
| Funkce                 | Jméno a příjmení   | Volební kraj     | Období          |
| ---------------------- | ------------------ | ---------------- | --------------- |
| Předseda klubu         | Jan Jakob          | Středočeský kraj | od 12. 10. 2021 |
| Místopředsedkyně klubu | Helena Langšádlová | Středočeský kraj | od 12. 10. 2021 |
| Místopředseda klubu    | Michal Kučera      | Ústecký kraj     | od 12. 10. 2021 |

### Členové klubu
| Jméno a příjmení         | Volební kraj         |
| ------------------------ | -------------------- |
| Matěj Ondřej Havel       | Královéhradecký kraj |
| Pavel Klíma              | Jihočeský kraj       |
| Ondřej Kolář             | Hlavní město Praha   |
| Miloš Nový               | Plzeňský kraj        |
| Martina Ochodnická       | Kraj Vysočina        |
| Markéta Pekarová Adamová | Hlavní město Praha   |
| Jiří Slavík              | Středočeský kraj     |
| Pavel Svoboda            | Pardubický kraj      |
| Vlastimil Válek          | Jihomoravský kraj    |
| Michal Zuna              | Hlavní město Praha   |
| Marek Ženíšek            | Plzeňský kraj        |